# Sack (Braunschweig)

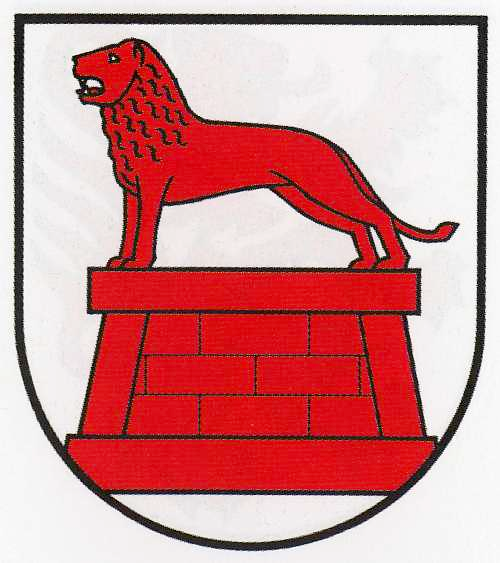
Wappen des Weichbildes Sack

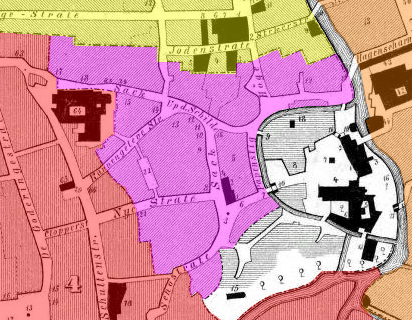
Das Weichbild Sack um 1400 (lila dargestellt)

Der Sack war das kleinste, letzte und somit das jüngste der fünf Weichbilde der Stadt Braunschweig. Gleichzeitig ist „Sack“ auch eine Straße in Braunschweig. Sie war früher die Hauptstraße des Weichbildes.

## Geschichte
Entstanden ist der Sack vermutlich in den Jahren nach 1250. Erstmals erwähnt wird das Weichbild als „saccus“ im Jahre 1282. Die Benennung des Weichbildes erklärt sich durch den Umstand, dass es wie ein Sack durch die Weichbilder Altstadt und Neustadt eingeschlossen wird. Der Sack bildete das Zentrum der mittelalterlichen Stadt.
Besonders groß war die Anzahl der ansässigen Schuhmacher, nach ihnen erhielt die Schuhstraße ihren Namen. Um 1300 erhielt der Sack das Stadtrecht. Als einziges Braunschweiger Weichbild besaß der Sack keine eigene Pfarrkirche, jedoch wie alle anderen innerstädtischen Siedlungen sein eigenes Rathaus und eine eigene Verfassung. Das von den Einwohnern des Sacks genutzte Gotteshaus war der Dom. Das Sackrathaus wurde erstmals 1350 erwähnt, es befand sich an den Straßen „Sack“ und „Vor der Burg“, nach 1400 wurde es umgebaut. 1671 vereinigte sich der Sack mit den anderen Weichbilden. 1739 wurde das Sackrathaus abgerissen.

## Wappen
Beschreibung: Im silbernen Schild ein roter stehender  Löwe auf einem roten dreireihigen ausgemauerten trapezförmigen Balkenpodest mit schwarzen Fugen.

## Bilder

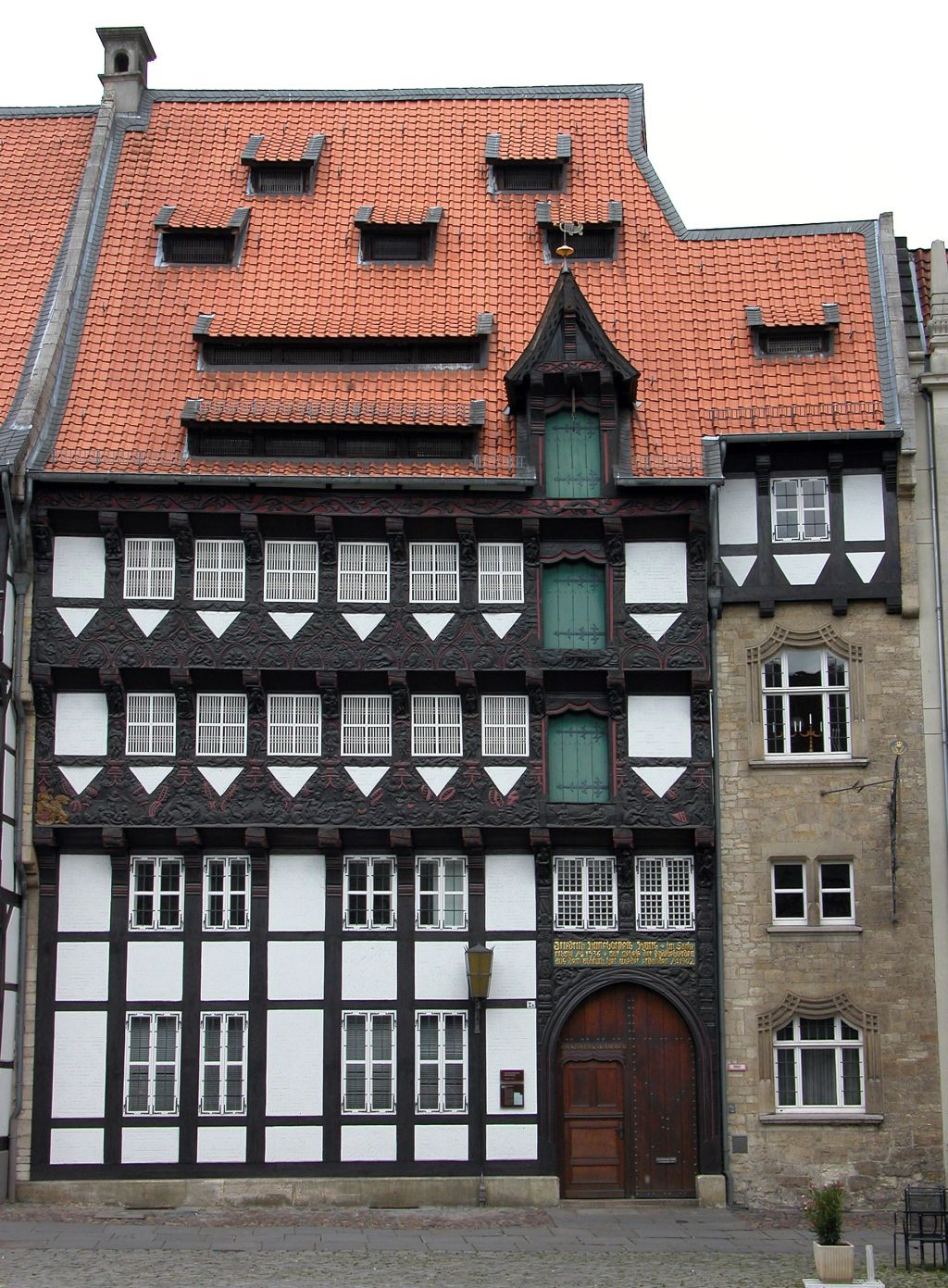
Das 1536 erbaute Huneborstelsche Haus stand am Sack 5 (1901 wurde es an den Burgplatz versetzt)
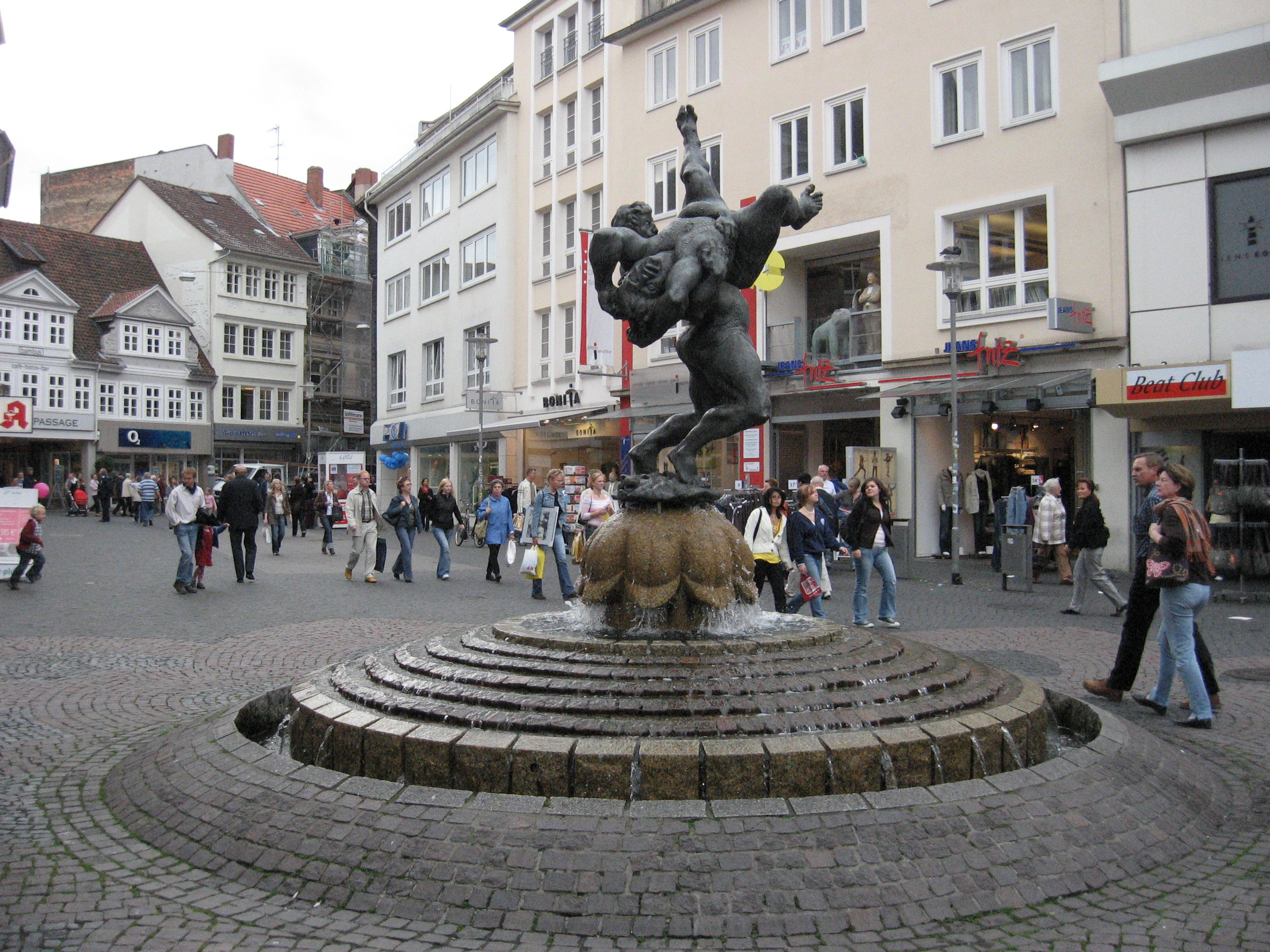
Sack heute
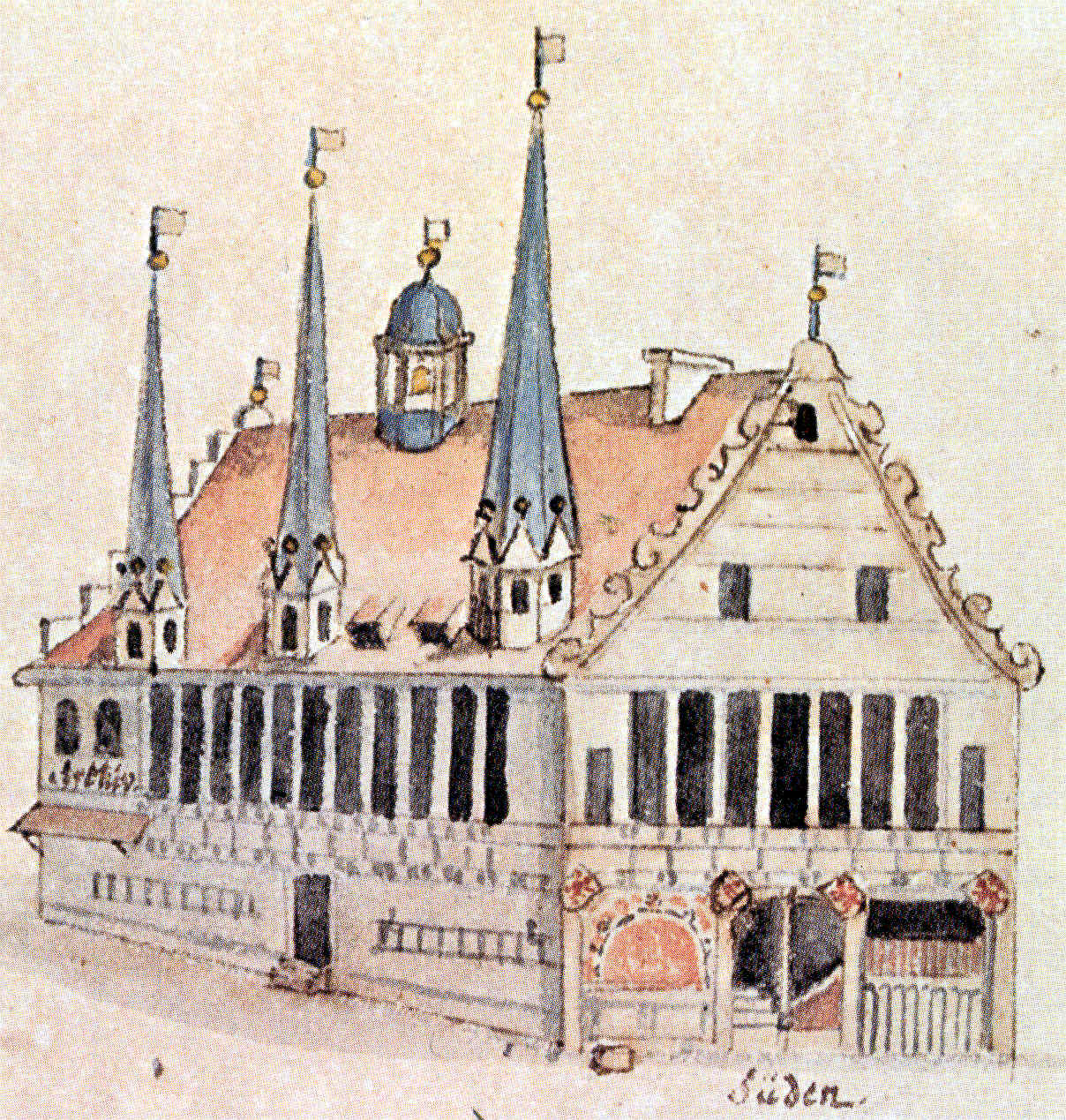
Sackrathaus, nach einer Zeichnung von 1739